# Michał Żebrowski

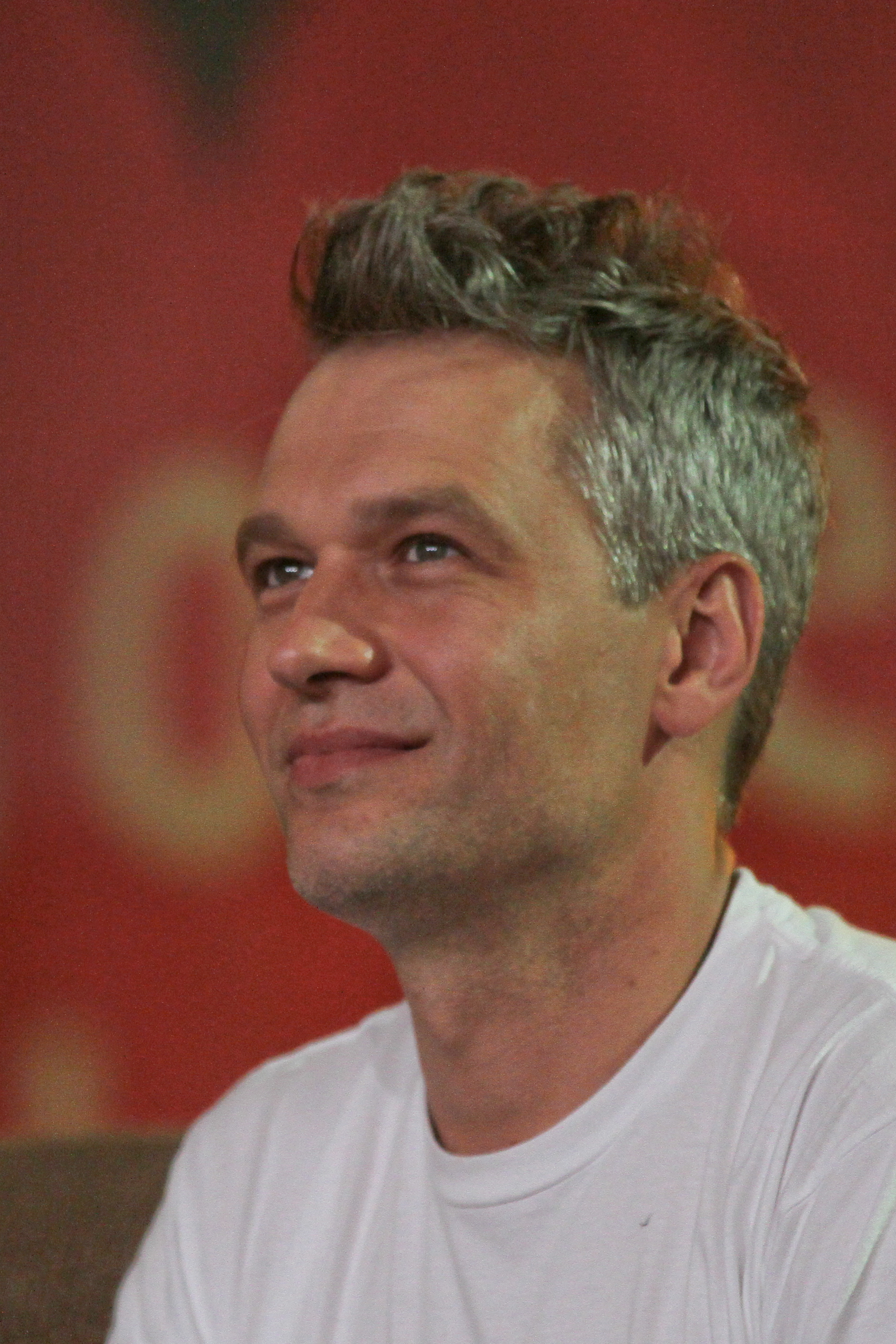
Michał Żebrowski

Michał Jan Żebrowski (nacido el 17 de junio de 1972 en Varsovia) es un actor de cine, teatro y televisión de Polonia.
Empezó su carrera en 1993. En 1995 terminó estudios en la Universidad Nacional de Teatro en Varsovia.

## Filmografía
- 1999: Pan Tadeusz - Tadeusz Soplica (dirección: Andrzej Wajda)
- 1999: Con sangre y fuego - Jan Skrzetuski (dirección: Jerzy Hoffman)
- 2001: Wiedźmin -  Geralt de Rivia
- 2002: El pianista - Jurek (dirección: Roman Polanski)
- 2007: 1612 - hetman Kibowski